# Cynodontia
Die Cynodontia (wörtlich „Hundezähner“) sind eine Gruppe der Therapsiden, innerhalb derer sie die größte Artenvielfalt aufweisen. Sie werden heute von den Säugetieren repräsentiert, alle anderen Untergruppen starben bereits im Mesozoikum aus.
Die ersten Cynodontia erschienen vor ca. 270 Mio. Jahren während des Perms. Fossilien aus dieser Zeit wurden in Südafrika, Sambia, Russland und Westeuropa gefunden. Die Tiere überlebten das Massenaussterben am Ende des Perms und erlebten eine rasche adaptive Radiation in der Trias –, eine Entwicklung, die in der Entstehung der Säugetiere gipfelte. Jene Cynodontia, die keine Säugetiere waren, überlebten wahrscheinlich bis zur Unterkreide, zumindest aber bis in den Mitteljura.

## Merkmale
Die Cynodontia teilen eine Reihe von Merkmalen mit den Therocephalia, mit denen sie zusammen das Taxon Eutheriodontia bilden. Ihre Monophylie ist durch insgesamt 27 Synapomorphien, die meisten den Schädel betreffend, gut begründet. Ihre Schädel ähneln denen der Säugetiere, die Schläfenregion ist breit, der Jochbogen lädt weit aus, die Schnauze ist meist niedrig. Von Procynosuchus und seinen Verwandten abgesehen, gibt es bei allen Cynodontia einen sekundären Gaumen, der Atmungs- und Nahrungsweg voneinander trennt. Gaumenfenster gibt es nicht. Das Flügelbein erreicht hinten nicht mehr das Quadratbein. Das Quadratjochbein, das bei den Säugern fehlt, und das Quadratbein, das bei den Säugern zum Amboss, einem der Gehörknöchelchen, geworden ist, sind stark reduziert. Am großen, plattenförmigen Hinterkopf entstehen allmählich die zwei Kopfgelenke der Säugetiere.
Im Unterkiefer ist das Dentale der mit Abstand größte Knochen. Die dahinter liegenden Knochen werden weiter zurückgebildet. Im Unterkiefer folgen auf die Eckzähne 7 bis 13 Backenzähne, die breit und mit zahlreichen Höckern versehen sind. Die Backenzähne sind teilweise schon in Prämolare und Molare unterteilt.
Vollständige Skelette wurden nur wenige gefunden, wahrscheinlich war der Schwanz meist kurz. Stets gibt es vier Kreuzwirbel. Die Gliedmaßen, Schulter- und Beckengürtel sind säugerähnlich, die Anzahl von Zehengliedern, ähnlich wie bei den Reptilien, noch hoch (Phalangenformel 2,3,4,4,3).

## Systematik

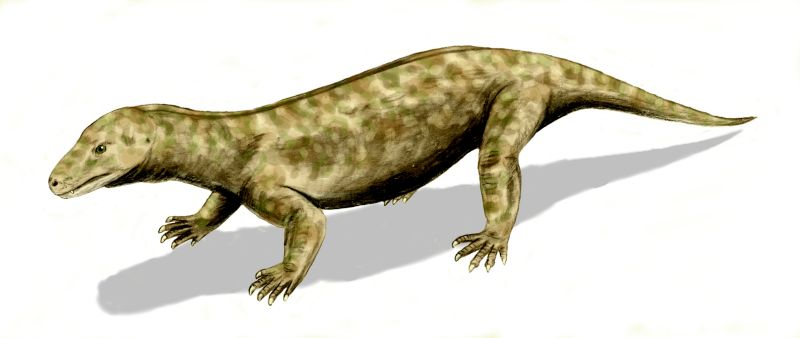
Procynosuchus

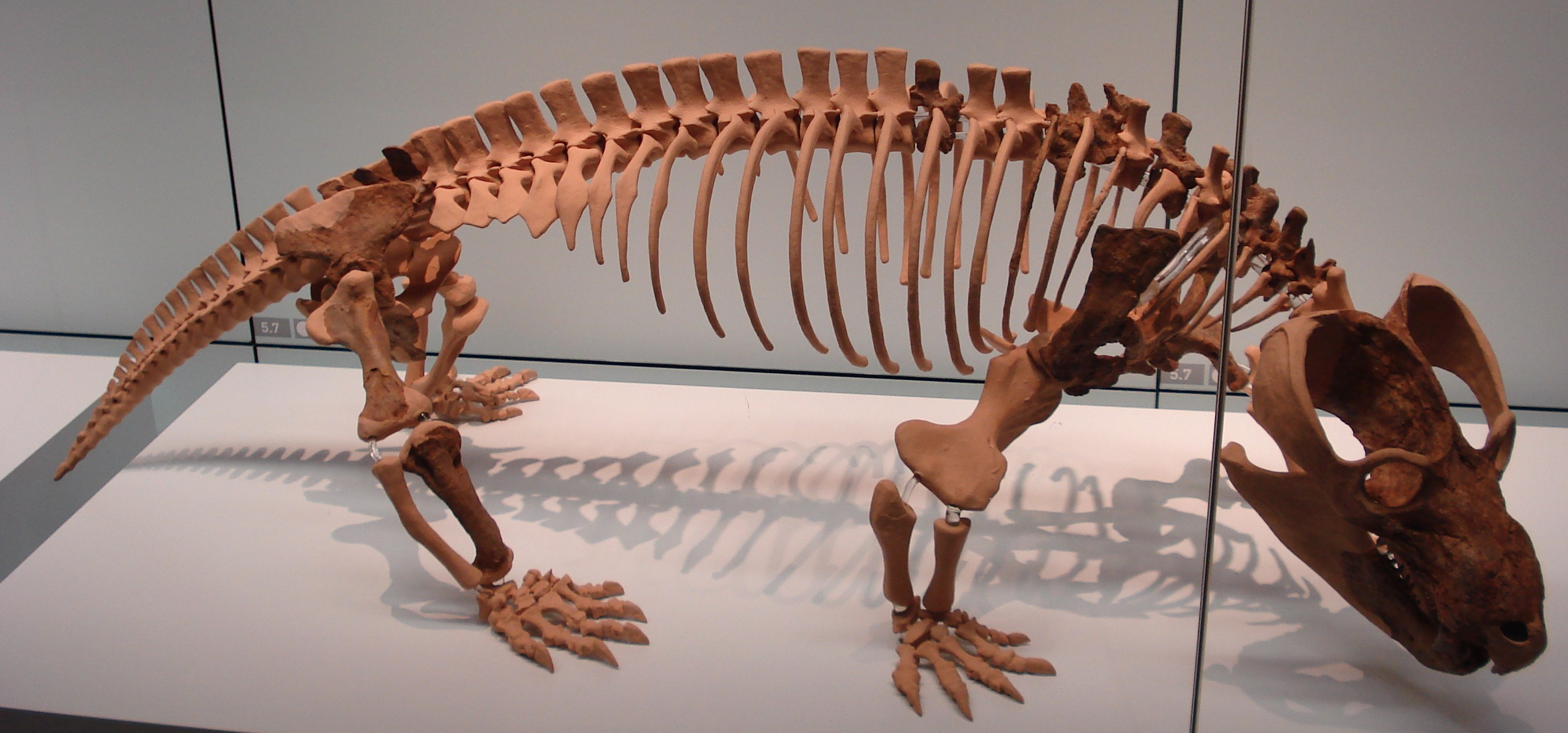
Belesodon

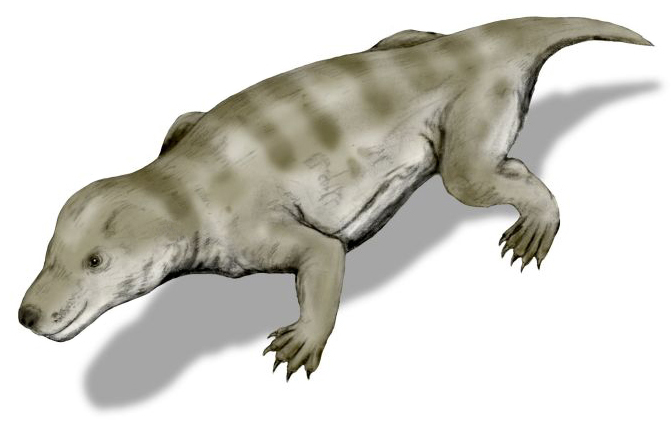
Thrinaxodon

|  | Cynosaurus † |
|  |              |
|  | Cynosaurus † |
|  |              |

|                                                                                                 | Cynognathus †         |
|                                                                                                 |                       |
|                                                                                                 | Diademodontoidea †    |
|                                                                                                 |                       |
|                                                                                                 | Probainognathia †     |
|                                                                                                 |                       |
|                                                                                                 | Tritylodontidae †     |
|                                                                                                 |                       |
|                                                                                                 | Trithelodonta †       |
|                                                                                                 |                       |
|                                                                                                 | Säugetiere (Mammalia) |
| Vorlage:Klade/Wartung/3 Vorlage:Klade/Wartung/4 Vorlage:Klade/Wartung/5 Vorlage:Klade/Wartung/6 |                       |

|  | Cynosaurus † |
|  |              |
|  | Cynosaurus † |
|  |              |

|                                                                                                 | Cynognathus †         |
|                                                                                                 |                       |
|                                                                                                 | Diademodontoidea †    |
|                                                                                                 |                       |
|                                                                                                 | Probainognathia †     |
|                                                                                                 |                       |
|                                                                                                 | Tritylodontidae †     |
|                                                                                                 |                       |
|                                                                                                 | Trithelodonta †       |
|                                                                                                 |                       |
|                                                                                                 | Säugetiere (Mammalia) |
| Vorlage:Klade/Wartung/3 Vorlage:Klade/Wartung/4 Vorlage:Klade/Wartung/5 Vorlage:Klade/Wartung/6 |                       |

|  | Cynosaurus † |
|  |              |
|  | Cynosaurus † |
|  |              |

|                                                                                                 | Cynognathus †         |
|                                                                                                 |                       |
|                                                                                                 | Diademodontoidea †    |
|                                                                                                 |                       |
|                                                                                                 | Probainognathia †     |
|                                                                                                 |                       |
|                                                                                                 | Tritylodontidae †     |
|                                                                                                 |                       |
|                                                                                                 | Trithelodonta †       |
|                                                                                                 |                       |
|                                                                                                 | Säugetiere (Mammalia) |
| Vorlage:Klade/Wartung/3 Vorlage:Klade/Wartung/4 Vorlage:Klade/Wartung/5 Vorlage:Klade/Wartung/6 |                       |

|  | Cynosaurus † |
|  |              |
|  | Cynosaurus † |
|  |              |

|                                                                                                 | Cynognathus †         |
|                                                                                                 |                       |
|                                                                                                 | Diademodontoidea †    |
|                                                                                                 |                       |
|                                                                                                 | Probainognathia †     |
|                                                                                                 |                       |
|                                                                                                 | Tritylodontidae †     |
|                                                                                                 |                       |
|                                                                                                 | Trithelodonta †       |
|                                                                                                 |                       |
|                                                                                                 | Säugetiere (Mammalia) |
| Vorlage:Klade/Wartung/3 Vorlage:Klade/Wartung/4 Vorlage:Klade/Wartung/5 Vorlage:Klade/Wartung/6 |                       |

### Arten (Auswahl)
- Traversodontidae
  - Gomphodontosuchinae
    - Protuberum Reichel, Schultz & Soares, 2009
      - Protuberum cabralensis Reichel, Schultz & Soares, 2009